# Іщенко Яків Валерійович
Яків Валерійович Іщенко (рос. Яков Валерьевич Ищенко; 5 вересня 1984, м. Нижній Тагіл, СРСР) — російський хокеїст, захисник. Виступає за «Супутник» (Нижній Тагіл) у Вищій хокейній лізі. 
Вихованець хокейної школи «Супутник» (Нижній Тагіл). Виступав за «Супутник» (Нижній Тагіл), «Кедр» (Новоуральськ), «Динамо-Енергія» (Єкатеринбург).